# XVIII Copa de España (football americano)
La XVIII Copa de España è stata la 18ª edizione della coppa nazionale di football americano, organizzata dalla FEFA.

## Squadre partecipanti
| Club                   | Città                     | Stadio | Sponsor ufficiale | Risultato nella stagione 2012 |
| ---------------------- | ------------------------- | ------ | ----------------- | ----------------------------- |
| Badalona Dracs         | Badalona                  |        |                   |                               |
| Las Rozas Black Demons | Las Rozas de Madrid       |        |                   |                               |
| L'Hospitalet Pioners   | L'Hospitalet de Llobregat |        |                   |                               |
| Osos de Rivas          | Rivas-Vaciamadrid         |        |                   |                               |
| Valencia Firebats      | Valencia                  |        |                   |                               |
| Valencia Giants        | Valencia                  |        |                   |                               |

## Tabellone
|  | Wild Card              | Wild Card              | Wild Card            |                      |                      | Semifinali             | Semifinali             | Semifinali |  |  | XVIII Finale | XVIII Finale | XVIII Finale |  |
|  |                        |                        |                      |                      |                      |                        |                        |            |  |  |              |              |              |  |
|  |                        |                        |                      |                      |                      | Las Rozas Black Demons | Las Rozas Black Demons | 14         |  |  |              |              |              |  |
|  |                        |                        |                      |                      |                      | Las Rozas Black Demons | Las Rozas Black Demons | 14         |  |  |              |              |              |  |
|  |                        |                        | L'Hospitalet Pioners | L'Hospitalet Pioners | 24                   |                        |                        |            |  |  |              |              |              |  |
|  | Las Rozas Black Demons | Las Rozas Black Demons | L'Hospitalet Pioners | L'Hospitalet Pioners | 24                   | 16                     |                        |            |  |  |              |              |              |  |
|  | Las Rozas Black Demons | Las Rozas Black Demons |                      |                      |                      |                        |                        |            |  |  |              |              |              |  |
|  | Badalona Dracs         | Badalona Dracs         | 9                    |                      |                      |                        |                        |            |  |  |              |              |              |  |
|  | Badalona Dracs         | Badalona Dracs         | 9                    |                      | L'Hospitalet Pioners | L'Hospitalet Pioners   | 20                     |            |  |  |              |              |              |  |
|  |                        |                        |                      |                      |                      |                        |                        |            |  |  |              |              |              |  |
|  |                        |                        | Osos de Rivas        | Osos de Rivas        | 10                   |                        |                        |            |  |  |              |              |              |  |
|  |                        |                        |                      | Osos de Rivas        | 10                   |                        |                        |            |  |  |              |              |              |  |
|  |                        |                        |                      |                      |                      |                        |                        |            |  |  |              |              |              |  |
|  |                        |                        |                      |                      |                      |                        |                        |            |  |  |              |              |              |  |
|  |                        | Valencia Firebats      | Valencia Firebats    | 14                   |                      |                        |                        |            |  |  |              |              |              |  |
|  |                        |                        |                      | 14                   |                      |                        |                        |            |  |  |              |              |              |  |
|  |                        |                        | Osos de Rivas        | Osos de Rivas        | 19                   |                        |                        |            |  |  |              |              |              |  |
|  | Valencia Giants        | Valencia Giants        | Osos de Rivas        | Osos de Rivas        | 19                   | 6                      |                        |            |  |  |              |              |              |  |
|  | Valencia Giants        | Valencia Giants        |                      |                      |                      |                        |                        |            |  |  |              |              |              |  |
|  | Valencia Firebats      | Valencia Firebats      | 25                   |                      |                      |                        |                        |            |  |  |              |              |              |  |

## Wild Card
| 11-18 novembre 2012 | Las Rozas Black Demons | 16 – 9 | Badalona Dracs |  |

| 11-18 novembre 2012 | Valencia Giants | 6 – 25 | Valencia Firebats |  |

## Semifinali
| 2 dicembre 2012 | Las Rozas Black Demons | 14 – 24 | L'Hospitalet Pioners |  |

| 2 dicembre 2012 | Valencia Firebats | 14 – 19 | Osos de Rivas |  |

## Finale
| Rivas-Vaciamadrid 15 dicembre 2012, ore 16:00 | L'Hospitalet Pioners | 20 – 10 | Osos de Rivas | Polideportivo Cerro del Telégrafo |

## Verdetti
- L'Hospitalet Pioners Vincitori della XVIII Copa de España